# Bournemouth
Bournemouth è una città di circa 183 500 abitanti del Dorset, in Inghilterra, situata sulla costa meridionale del paese a circa 150 km a sud-ovest di Londra. Confina a ovest con Poole e a est con Christchurch e si affaccia sulla baia di Poole di fronte alla quale si trova l'Isola di Wight.

## Geografia fisica

### Territorio
È situato subito a est del Jurassic Coast, un tratto costiero lungo 153 km dichiarato nel 2001 Patrimonio dell'umanità dall'UNESCO grazie ai numerosi reperti fossili e alla sua formazione geologica.

### Clima
Grazie alla sua posizione costiera Bournemouth ha un clima temperato con variazioni modeste della temperatura diurna ed annuale la cui media si aggira sui 10°-12°. I mesi più caldi sono luglio ed agosto con minime di 12° e massime di 22°, mentre i più freddi sono gennaio e febbraio con temperature che oscillano fra i 2° e gli 8° gradi. La media delle precipitazioni è di circa la metà di quella nazionale, infatti ammonta a 592,6 millimetri contro i 1 116 del resto del paese.

## Storia
Bournemouth venne fondata nel 1810 dal capitano Lewis Tregonwell (1758-1832) e cominciò a svilupparsi rapidamente con l'arrivo della ferrovia, acquisendo lo status di città nel 1870. Sia il Dorset che l'Hampshire sono abitati sin dalla preistoria, nonostante questo la zona attorno a Bournemouth, fino al 1800, era una landa sterile e remota e la zona attorno al fiume Bourn era frequentata per lo più da pescatori e contrabbandieri. I Tudor usavano la zona come riserva di caccia e l'avevano attrezzata con casini e capanni, ma nel 1800 di tutto questo era rimasto poco a parte un cottage chiamato Decoy Pond House che sorgeva dove adesso si trova "The Square".
Con la sola eccezione del poco che restava della riserva di caccia quelle terre erano dei beni comuni e fu solo nel 1802 con il Christchurch Inclosures Act e con l'Inclosures Commissioners Award del 1805 che centinaia di acri cominciarono ad essere trasferiti ai privati. Nel 1809 venne costruito il pub Tapps Arms e nel 1812 l'ufficiale in congedo Lewis Tregonwell si trasferì con la moglie nella casa che avevano fatto costruire sulla terra che era stata acquistata da Sir George Tapps (7 gennaio 1753-15 marzo 1835). Tregonwell iniziò a costruire una serie di case ed abitazioni in riva al mare ed insieme a Tapps fece piantare centinaia di alberi di Pinus così da ottenere una comoda passeggiata che portava alla riva. Da lì in poi la città crebbe attorno ai pini ed al pub ed alla morte di Lewis avvenuta nel 1832 era già sorto un piccolo villaggio.
Nel 1835 morì anche Tapps e la sua proprietà venne ereditata dal figlio Sir George Tapps-Gervis (24 maggio 1795-26 agosto 1842) che diede al villaggio l'aspetto di località balneari più anziane come Weymouth (Dorset) e Brighton. Nel 1841 Bournmouth venne visitata dal medico Augusto Bozzi Granville autore del The Spas of England dove descriveva le stazioni climatiche d'Inghilterra e nella seconda edizione dell'opera dedicò un capitolo anche a Bournemouth. Il libro portò molti turisti alla ricerca di aria salubre e desiderosi di usufruire dei benefici dell'acqua di mare nel villaggio che crebbe fino a diventare una città.
Nel decennio del 1840 la zona a sud del crocevia in cui oggi sorge Bournemouth Square fu bonificata e vennero ricavati boschetti e sentieri, molti di questi esistono ancora e fanno parte dei Pleasure Gardens che costeggiano il corso del Bourn. All'inizio gran parte di questi giardini erano di proprietà privata, poi nel decennio del 1870 vennero pian piano ceduti dai proprietari terrieri ai Bournemouth Commissioners, 13 commissari istituiti nel 1856 con il compito di realizzare le infrastrutture quali pavimentazione stradale, rete fognaria, canali di scolo, illuminazione e pulizia delle strade.
Il 1875 vide la realizzazione del Giardino d'Inverno e nel 1880 venne ultimato il porto. L'arrivo della ferrovia portò a una crescita rapidissima della popolazione che dai 17 000 abitanti del 1880 schizzò ai 60 000 del 1900, erano molti gli inglesi che, soprattutto dalle Midlands e da Londra venivano per visitare la città e soggiornarvi.
Quando venne eletto sindaco Merton Russell-Cotes (8 maggio 1835-27 gennaio 1921) dotò la città di una biblioteca e di un museo, la casa dove egli morì venne donata alla cittadinanza ed oggi ospita il Russell-Cotes Art Gallery & Museum.
Durante il periodo che precedette la Seconda guerra mondiale vennero costruiti due cinema, una sala da concerti e diversi alberghi, i bombardamenti avvenuti durante il conflitto non la danneggiarono particolarmente, ma conobbe un certo declino nel periodo immediatamente successivo alla fine della guerra. Inizialmente Bournemouth faceva parte dell'Hampshire, ma in seguito ad una riorganizzazione dei governi locali fu accorpata al Dorset nel 1974 e venne anche dotata di una certa autonomia governativa che andò al Bournemouth (borough). Le elezioni dei membri avvengono ogni quattro anni e l'area è divisa in 18 circoscrizioni elettorali, il consiglio elegge poi annualmente il sindaco ed il vicesindaco.

## Monumenti e luoghi d'interesse
La sua posizione marittima ne fa una grande attrazione per i turisti attratti dalla possibilità di fare surf. Benché Bournemouth affacci sul mare, il centro della città è all'interno, dove si trova "The Square", il centro cittadino vero e proprio; dal centro i "Pleasure Gardens" Superiore ed Inferiore digradano verso il basso fino a raggiungere il mare ed il porto.
Entro l'area urbanistica di Bournemoth si trovano diversi sobborghi fra cui Boscombe, Kinson, Pokesdown, Westbourne; questa zona, insieme ad altri villaggi vicini, è stata per lungo tempo destinazione di chi si ritirava dopo la pensione, ma negli ultimi tempi si è registrato un abbassamento dell'età media dovuto non solo all'Università di Bournemouth, ma anche all'apertura di diverse scuole di lingua.
La Chiesa di San Pietro rappresenta un importante punto di riferimento per il culto.

## Musei Storici e Gallerie d'Arte
Nella città, si possono trovare diversi Musei Storici e Gallerie d'Arte, uno tra questi, Museo Russell-Cotes, casa costruita nell'epoca Vittoriana, poi trasformata in un vero e proprio Museo e Galleria d'Arte.

## Economia

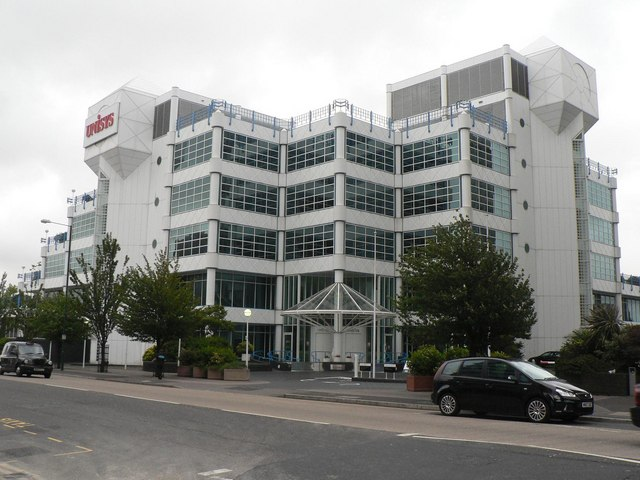
I servizi finanziari sono cruciali per l'economia della città e Unisys era un importante datore di lavoro nel settore.

Analogamente al resto del Dorset, l'economia di Bournemouth è principalmente nel settore dei servizi, che impiegava il 95% della forza lavoro nel 2010.. Anche il turismo è importante per l'economia locale. Nel 2011, i visitatori nazionali e stranieri sono stati più di 5,6 milioni in città e hanno speso oltre 460 milioni di sterline. Di conseguenza hanno portato alla città 8.531 posti di lavoro a tempo pieno, che rappresentano il 15% di tutti i posti di lavoro nella città. Il lungomare di Bournemouth è una delle maggiori attrazioni del Regno Unito con 4,5 milioni di visitatori nel 2011.

## Nella letteratura
Il romanziere Thomas Hardy prese spunto da Bournemouth per la sua Sandbourne, il paese dove vive Tess; inoltre, Bournemouth appare in Jude l'Oscuro e viene citata anche in Addio, e grazie per tutto il pesce di Douglas Adams, in The Fog di James Herbert ed in Le streghe di Roald Dahl.
Furono molti anche i letterati che qui vissero o trascorsero del tempo: J. R. R. Tolkien passò qui le sue vacanze per circa trent'anni e morì nel 1973 a Bournemouth, dopo esservisi ritirato con la moglie Edith attorno al 1960;
Mary Shelley è sepolta nel cimitero della chiesa di St. Peter, dove è stato posto il cuore di suo marito, il poeta Percy Bysshe Shelley, morto in Italia, e lì riposano anche i genitori di Mary, William Godwin e Mary Wollstonecraft e il figlio e la nuora di Mary Shelley, che vivevano nelle vicinanze.
Nella scuola locale insegnarono anche Oscar Wilde e Paul Verlaine, e Robert Louis Stevenson visse per molti anni a Bournemouth.

## Infrastrutture e trasporti
La città è servita per via aerea dall'aeroporto di Bournemouth. Per quanto riguarda le ferrovie, a Bournemouth si trovano due stazioni: quella di Bournemouth e, nella parte orientale della città, quella di Pokesdown; entrambe si trovano sulla South Western Main Line.

## Sport
L'A.F.C. Bournemouth è la società calcistica cittadina. Milita nella massima serie, dove ha esordito nella stagione 2015-2016.

## Amministrazione

### Gemellaggi
- Lucerna
- Natanya